# Пусті слова
Пусті слова — це повнозначні слова, які супроводжують інші повнозначні слова, беручи на себе вираження їх граматичних значень.

## Пусті слова в різних мовах
- В українській мові: рись-самець, рись-самка;
- В російській мові: ворон-самец, ворон-самка;
- В англійській мові: he-cat (він-кіт), she-cat (вона-кішка).

## Питання щодо статусу «пустих» слів
- Французький лінгвіст, спеціаліст по вивченню слов'янських мов Люсьєн Теньєр, торкаючись питання класифікації частин мови, висловив твердження, що усі слова певної мови поділяються на «повні» і «пусті»[2].
- Відомий мовознавець Микола Йосипович Конрад, вичаючи східні мови, зокрема японську, запропонував власне вчення про лексико-семантичні групи слів, і висловив припущення, що за значенням і функцією лексичні одиниці розподіляються на три класи: «повні», «пусті» та «службові» слова[3].
- Сальваторе Дель Ґаудіо у праці «Аналітичні та синтетичні способи вираження граматичних відношень в італійській та українській мовах» до службових слів відносив, окрім, артиклів, прийменників (та післяйменників), допоміжних слів, сполучників й часток, ще й слова ступеня «пусті слова»[4].